# Westfälisches Wirtschaftsarchiv
Das Westfälische Wirtschaftsarchiv oder Stiftung Westfälisches Wirtschaftsarchiv (WWA) in Dortmund ist eine regionale Dokumentationsstelle für die Wirtschaft in Westfalen und Lippe. Das WWA betreut Archivgut von Unternehmen, Kammern, Verbänden und Persönlichkeiten der Wirtschaft und berät in Fragen der Archivpflege. Es kooperiert mit Forschungseinrichtungen und gibt wissenschaftliche Publikationen heraus. Direktorin des Archivs ist seit 2023 die Historikerin Kathrin Baas, als Nachfolgerin von Karl-Peter Ellerbrock.

## Geschichte und Träger
„Das Archiv wurde 1941 von der Wirtschaftskammer für Westfalen und Lippe gegründet und arbeitete nach dem Krieg als Abteilung der Industrie- und Handelskammer zu Dortmund. Seit 1969 besteht es in der Rechtsform einer Stiftung privaten Rechts. Seine Träger sind die IHK zu Dortmund, die sieben weiteren Industrie- und Handelskammern und die vier Handwerkskammern in Westfalen-Lippe, der Landschaftsverband Westfalen-Lippe, das Land Nordrhein-Westfalen, die Stadt Dortmund, der Sparkassenverband Westfalen-Lippe und die Gesellschaft für Westfälische Wirtschaftsgeschichte“ e. V. als Fördergesellschaft des Archivs. Die Gesellschaft wurde 1951 auf Initiative der IHK Dortmund gegründet. Ihr gehören heute etwa 500 institutionelle Mitglieder aus Forschung und Wirtschaft und natürliche Personen an.
1992 bezog das Archiv auf dem Gelände der IHK zu Dortmund einen Neubau, der Benutzer- und Büroräume funktional mit den Anforderungen eines Archivzweckbaus verbindet.

## Bestände
In den Beständen des WWA befindet sich Material zur wirtschaftlichen, sozialen und technischen Entwicklung der vorindustriellen Gewerberegionen wie zum Ruhrgebiet und seinem Wandel von der Mitte des 19. Jahrhunderts bis zur Gegenwart. Zu den Branchen der westfälischen Wirtschaft gehören das Metallgewerbe des Sauer- und Siegerlandes, die Textilindustrie im Münsterland, Fahrräder und Tabak aus Minden-Ravensberg.
Die Überlieferung zu Fabriken, Montanunternehmen, Kaufmannshäusern, Einzelhandels – und Handwerksbetrieben schlägt sich in Geschäftsbüchern, Musterbüchern, Plakaten, historischen Wertpapieren, Filmen und Fotos sowie rund zehn Regalkilometern historischer Akten nieder. Sie belegen die Vernetzung Westfalens mit Deutschland, Europa und Übersee seit dem 17. Jahrhundert.
Besondere überregionale Bedeutung haben Ersatz- und Ergänzungsdokumentationen wie die Sammlung zu den Nürnberger Industrieprozessen oder eine Mikrofiche-Sammlung zur Nachkriegsgeschichte OMGUS-Überlieferung.
1999 übernahm das Westfälische Wirtschaftsarchiv im Zuge struktureller Veränderungen in der Brauwirtschaft wertvolle historische Dokumente zur Geschichte der Dortmunder Brauwirtschaft. Sie dokumentieren die Dortmunder Brauereigeschichte vom 18. Jahrhundert bis zur Gegenwart. Neben den Akten der Unternehmensleitungen umfasst die Überlieferung Schriftgut zu Produktion, Technik, Vertrieb und Marketing, ergänzt von einem Bestand an Zeichnungen und Plänen, Werbe- und Verpackungsmaterial, audiovisuellem Sammlungsgut sowie Bierkrügen und historischen Bierflaschen.
Das WWA ist mit einer kommentierten Beständeübersicht im Internet vertreten. Die Bestände können während der Öffnungszeiten des Archivs gebührenfrei eingesehen werden.

## Forschung und Dokumentation
Seit 1971 veröffentlicht es eine eigene Inventarreihe. Das WWA gibt Anstöße für Forschungen zur regionalen und zur allgemeinen Geschichte, z. B. durch wissenschaftliche Kolloquien. Ausstellungen und Kataloge lassen Geschichte
lebendig werden. Beim Aufbau des Hoesch-Museums und des Brauereimuseums Dortmund hat das WWA die archivischen bzw. fachwissenschaftlichen Grundlagen für zwei wichtige Erinnerungsorte der regionalen Industriegeschichte erarbeitet.

## Bibliothek
Die Präsenzbibliothek des Archivs umfasst rund 45.000 Bände. Schwerpunkte sind die regionale Wirtschafts- und Sozialgeschichte sowie Firmenfestschriften, historische Statistiken, Werkszeitschriften sowie Sonderbestände zur Geschichte der Montanindustrie, der Brauwirtschaft und des Handwerks. Verschiedene Periodika, insbesondere aus dem Sektor der Montanindustrie, reichen bis weit ins 19. Jahrhundert zurück.

## Fördergesellschaft
Die Gesellschaft für Westfälische Wirtschaftsgeschichte e. V. (GWWG) entstand 1951 auf Initiative der Industrie- und Handelskammer zu Dortmund. Zu den Mitgliedern der GWWG zählen Forschungseinrichtungen, Unternehmen und interessierte Bürger, die die Arbeit des Westfälischen Wirtschaftsarchivs (WWA) unterstützen. Die GWWG unterhält zwei Publikationsreihen, in denen Forschungen zur westfälischen Wirtschafts-, Sozial- und Technikgeschichte erscheinen. In der ersten Reihe wurden bis 2010 28 Untersuchungen veröffentlicht.
Zum Jahresbeginn lädt die GWWG traditionell zum Jahresempfang mit renommierten Historikern ein, bei denen sogenannte Jahresvorträge gehalten werden. Diese Vorträge hielten bisher zum Beispiel Karl Schlögel, Klaus Tenfelde, Christopher Clark, Hans Mommsen, Arnulf Baring, Reinhart Koselleck, Jürgen Kocka, Hans-Ulrich Wehler, Thomas Nipperdey und Werner Conze. Die Veröffentlichung der bisher (2010) 30 Vorträge erfolgte im Ardey-Verlag, Münster, dort jedoch seit 2007 unter dem Titel Kleine Schriften evtl. mit entsprechenden Ergänzungen zu den Themen.